# ドルアーガの塔
『ドルアーガの塔』（ドルアーガのとう、The Tower of Druaga）は、ナムコが開発し、1984年7月に発売された業務用アクションRPG。また、ゲームの舞台となる塔の名称でもある。『バビロニアン・キャッスル・サーガ』の第1作。略称は『TOD』。
『ゼビウス』（1983年）で知られる遠藤雅伸がゲームデザインを担当した、アクションRPGの草分け的存在である。
後に続編となるアーケードゲーム『イシターの復活』（1986年）が発売され、以後シリーズ化された。

## 概要
主人公ギルが悪魔・ドルアーガの住まう60階建ての塔を攻略する内容である。制限時間内に各種のモンスターを倒しつつ、迷路状の各フロア（ステージ）に配された鍵を取得し扉を開けて次のフロアに進むことを繰り返すというもの。各フロアにはギルの戦いを有利にするアイテムの入った宝箱も隠されている。最終的な目標は平和のシンボルでもあるクリスタルロッドの奪回とドルアーガの打倒、そして最上階に囚われている巫女のカイの救出である。
ドルアーガを倒しカイを助けるためには、各種のアイテムを取得してギルを強化しなければならない。宝箱を出現させるにはフロア毎に設定された条件を満たす必要がある。出現条件としては「特定の敵を数匹倒す」「ギルを特定位置に移動させる」等のほか、「スタートボタンを押す」「レバーを各方向に特定回数ずつ入力する」といった風変わりなものも設定されている。アイテムの中にはギルにとって不利となるものもあり、また宝箱が出現しないフロアも存在する。
ファミリーコンピュータをはじめとしたゲーム機、MSXをはじめとする各種パソコン（Windowsを含む）や携帯電話など、また単体パッケージとして以外にもナムコのレトロアーケードゲームのオムニバス作品『ナムコミュージアム』にも度々収録されている。
カバヤ食品の食玩「ゲーム伝説」には一部ステージがプレイできるWindows版CD-ROMが同梱されていた。また、2003年12月5日にナムコ（現：バンダイナムコエンターテインメント）から発売されたニンテンドー ゲームキューブ用のRPG『バテン・カイトス 終わらない翼と失われた海』の予約特典として、ファミリーコンピュータ版が復刻されている。
2024年10月には40周年を記念した公式記録全集の受注販売を開始した。

## ゲーム内容

### システム
4方向レバーと1ボタンを使用して主人公のギルを操作する。ギルは迷路の壁沿いにしか移動できないが、アイテムの一つであるマトック（つるはし）や、敵キャラクターが発する呪文などを利用し壁を壊すことで壁のあった場所も通過可能となる。
攻撃には主に剣を使う。ボタンを押すと剣を抜き、押している間は前方に構える。剣を構えた状態で敵の方向に移動（交差）することでダメージを与えられ、スライム等は一撃で倒せるがナイト等は1回の交差では体力を奪うのみであり、倒すためには交差を繰り返す必要がある。ボタンを離すと剣をしまう。剣を抜く・しまう動作中は防御も出来ない無防備な状態となる。
マジシャン等が出す呪文は、盾で受け止め防ぐことができる。盾は剣をしまった状態ではギルの正面、剣を抜いた状態では左側を向く。これを応用し、剣を出したまま呪文を受け止めることも可能であり、この動作を行わないと出現しない重要アイテムも存在する。この方式は本ゲームに限らず、ゼルダの伝説シリーズでも採用されている。
マトックを入手している場合は、壁に向かって停止した状態でボタンを押すと壁を壊すことが可能である。この際にボタンを使用するため、同時に剣も抜き差しされる。ただし外周の壁は壊せず、マトックの方が破損してしまう。

### アイテム
各フロアには原則として1つの宝箱が用意されている。フロア開始時は隠されており、ギルの行動やそれによる結果が、フロアごとに設定された特定の条件を満たした場合に出現する。ギルが宝箱に接触すると、フロアごとに決まったアイテムを取得することができる。アイテムにはゲームの進行を支援（阻害）するもの、直接的なパワーアップ（ダウン）をもたらすもの、物語の完結に必要なもの、他のアイテムに影響を与えるものなどがあり、取得することで様々な効果を発揮する。
各カテゴリに属するアイテムは排他装備であり、上位アイテムの取得によって下位のアイテムは消滅する。同じカテゴリであれば、原則として緑→赤→青の順に上位となる。ただしファミリーコンピュータ（以下FC）版では配色に制限があり、白・赤とその逆の配色、青・黄の3通りしかない。
ソード（剣）
ゲーム開始時のもの以外に3種類存在。ギルの攻撃力に影響を与える。下位の剣を持っていないと上位の剣は出現しない。最上位装備（エクスカリバー）はトラップとなる宝箱に変えられており、取得するには先に対応アイテム（アンチドート）を出現させる必要がある。
ガントレット（篭手）
ゲーム開始時のもの以外に2種類存在。ギルの剣捌き（抜き差しの速さ）に影響を与える。最上位装備以外は単体での効果はないが、下位の篭手を持っていないと上位の篭手は出現しない。
アーマー（鎧）
ゲーム開始時のもの以外に2種類存在。ギルの対呪文耐性に影響を与える。下位の鎧を持っていないと上位の鎧は出現しない。
シールド（楯）
ゲーム開始時のもの以外に2種類存在。ギルの対呪文回避力（呪文を受け止められる間合い）に影響を与える。下位の楯を持っていないと上位の楯は出現しない。
ヘルメット（兜）
ゲーム開始時のもの以外に1種類のみ存在。ギルの最大体力値に影響を与える。
バランス（天秤）
装備の真贋を見分ける。最上位装備が得られる階の直前階に出現。バランスを取得せずに最上位装備を取得した場合は例外なく偽の装備となり、本来の効果が発揮されない上、ゲーム進行に致命的な障害をもたらし基本的にクリア不能となる。1個までストック可能。
ポーション（薬）
全8種類が存在。一時的にギルのステータスを変動させるもの、他フロアで宝箱の開封に必要となるもの、トラップとなるものもある。複数回出現する種も多い。
効果を発揮すると直ちに消滅するが、特定のフロアで強制的に消滅するものもある。上位・下位はないが排他取得となり、新たなポーションを得ると同時に、以前のポーションは効果を発揮しなくても消滅する。実際には種類によってすべて色が異なるが、FC版では配色制限のため、ヒーリング（白）以外の3種類ずつが同色（赤か青）となる。
マトック（つるはし）
特定の回数だけ、フロアの迷路を構成する壁を破壊できる。銅・銀・金の3種類が存在し、それぞれ使用可能回数が異なる。ミスするか宝箱を取得するとマトックの使用回数はリセットされる。
回数をオーバーするか、外周の壁に対して使用すると消滅してしまう。
キャンドル（蝋燭）
姿を消しているゴーストの姿を可視化する。効果が短期的なもの（赤い炎）、恒常的に続くもの（青い炎）の2種類が存在。
ブック（書物）
暗闇のフロアや、見えなくなった扉・鍵をそれぞれ可視化する。全4種類が存在。下位互換性があり、上位のブックは下位のブックの効果も併せて発揮する。
ネックレス（首飾り）
主に火炎に対する耐性に影響を与える。緑・赤・青の3種類が存在し、下位の首飾りを持っていないと上位の首飾りは出現しない。最下位装備は単体での効果はない。上位の首飾りは下位互換性がある。
リング（指環）
ウィスプに対する耐性に影響を与える。緑・赤・青の3種類が存在。下位の指環を持っていないと上位の指環は出現しない。赤い指輪に下位互換性はなく、取得すると緑色の指環の効果は消える。青い指輪は緑・赤の効果を併せ持つ。
クリスタルロッド
物語を進める上で、ドルアーガを封印するために必要とされるアイテム。目的の一つにロッドの奪還がある。
緑・赤・青の3種類が存在。これらはプログラムの処理上、排他取得となっているが、物語上では下位のロッドも保持していることになっている。その都合上、下位のロッドを持っていないと上位のロッドが出現しない。
メイス
ドルアーガの力の源であるアイテム。奪取することでドルアーガの魔力を大幅に弱めるという設定がなされている。
サファイヤ・ルビーの2種類が存在。プログラムの処理上で排他取得となっているが、物語上では2本とも保持していることになっている。
その他アイテム
ギルの歩行速度を2倍にする「ジェットブーツ」、フロア開始時に画面外に配置された鍵の方向を音で知らせる「チャイム」、一定範囲内のドラゴンを足止めできる「パール」が存在する。フロアによっては空の宝箱が出現する。
ドルアーガ打倒のために最低限必要なアイテムは最上位の剣・篭手・鎧・楯・兜とブルークリスタルロッド、ルビーメイスだが、これらを取得するために必要なアイテムが連鎖的に存在する。上記のバランスもこのためのもので、クリスタルロッドとルビーメイス以外のすべてに必要。

### 体力値の概念
RPG的要素の一つとして、ギルや一部の敵が固有の体力値を持つことが挙げられる。体力値が設定された敵に対しては繰り返し攻撃することで倒せるが、ギルも敵の攻撃で体力がなくなるとミスになる。ゲーム画面からはギルや敵の体力値に関する情報が一切与えられないため、プレイヤーはデータ収集やプレイ経験からギルの体力値の余裕を推定する必要がある。フロア開始時にはギルの体力値が最大値まで回復する。

### スコアの概念
本作では以下の要因によりスコアが加算される。ただし本作ではコンティニューボーナスが不当に高すぎるため、スコアが腕前と一致していない。当時ハイスコア集計「CHALLENGE HIGH SCORE!」を掲載していた『マイコンBASICマガジン』誌も、本作については「60階クリア」の人数のみ集計された。後に遠藤が掲示板で語ったところによると、当時の過剰なスコアアタック至上主義に対する皮肉の意味合いがあったという。
- 敵を倒す（0 - 5000）
- 敵の呪文を楯や鎧で受ける（10 - 40）
- 鍵を取る（100）
- フロアをクリアした時のタイマーの値（10 - 20000）がそのまま点数として加算される
  - 一度タイマーがゼロになり、タイマーの数値が赤くなった場合は加算されない
  - 60階クリア時は加算されない
- 60階をクリアする（500000）
- コンティニューで再開したフロアをクリアする（（階数 - 1）× 20000）

### ZAP
59・60階で本来の目的から外れる行動を取ると、「YOU ZAPPED TO ...」と表示され、取得済みアイテムのいくつかを没収された状態で遥か下の階（6 - 18階でランダム）へ落とされる（ZAP）。ドルアーガ打倒に不可欠なアイテムの多くも失われることから、このままではゲームクリア不可能となりゲームそのものが成立しなくなる。クリアのためには5階の宝を取り直さなければならない。ZAPの発生条件は「59階でドルアーガを倒さないまま鍵を開けて扉を抜ける」「60階で壁を壊す、イシターやカイを剣で刺す、タイムオーバー等でミスになる」である。カイを刺した場合はすぐにZAPとはならず、クリアできなくなりタイムオーバーで結果的にZAPとなる。
ZAP後クリアは不可能となるが、59階までは到達できるため、意図的に何度もZAPを起こしスコアを伸ばす永久パターンが可能である。ハイスコアランキングを提示しているゲームセンターによっては「ZAP禁止」の貼紙を出す店舗すら現れた。

### ゲームオーバー
ギルをすべて失うとゲームオーバーとなるが、このゲームにはエンディングがあるため、60階をクリアした場合も強制的に終了（ゲームオーバー）となる。
以下の条件で1ミスとなる。
- ギルが剣を出していない状態で敵に触れる。ただし以下の例外がある。
  - ゴーストは触れてもミスにならず、体力の消耗もない。これはゴーストが「マジシャンの亡霊」であり、実体がないことによる。
  - ドラゴンは直ちにミスとはならない。ただし体力は減らされるため、接触を続けるとミスになる。
  - ローパーおよびドルアーガに触れると体力を最低値にされるが、剣を出さない限り何度触れてもミスにはならない。
  - サッカバスは触れても直ちにミスとはならないが、接触後は体力が急激に減ってミスとなる（後述）。
- 移動中のスライムに体ごと突っ込む。ギルが剣を出していてもミスになる。
- マジシャン等が放つ呪文を盾以外の場所で受ける[注釈 9]。
- ファイアーエレメントによる炎やドラゴン系の吐く炎に触れる[注釈 10]。
- ウィル・オー・ウィスプに触れる[注釈 11]。
- 剣を出した状態で敵と交差中にギルの体力がなくなる。
- タイムが「赤字で」0になる[注釈 12]。
- 60階でZAPの条件を満たす[注釈 13]。

ゲームオーバー後のコイン投入時に剣ボタンを押したままスタートボタンを押すと、1階からそれまで進んだ階までの範囲でスタートする階を選んでコンティニューすることができる。この時、ゲームオーバー時に所持していたアイテムはすべて持ち越される。ただし前回のプレイが60階クリアだった場合は無効であり、1階からのスタートとなる。同様にZAPだった時は1階から転落先のフロアまでの範囲となる。取り忘れや消失した宝をコンティニュープレイで取り直すことは可能であるが、3階のポーション・オブ・ヒーリングについては初めて使用したものだけが有効で、その後取り直したものには効果が無い。

## ストーリー
広大なユーフレイト河のほとりに位置する小国バビリム王国は、天の神アヌが授けたブルークリスタルロッドの輝きにより栄えていた。しかし、その噂を聞きつけた隣国のスーマール帝国はバビリム王国を蹂躙し、天に掲げられたロッドを奪うべくバビリムの民を奴隷にして天高くそびえる塔を作らせていた。これを知った神王アヌは怒りの雷を落とし、塔を破壊する。しかし時すでに遅く、塔によってロッドの光が遮られたことにより、王国の守護神である女神イシターとの戦いに敗れロッドに封じられていた悪魔ドルアーガが復活を果たしていた。ドルアーガは魔力を用いて塔を修復して天上界からブルークリスタルロッドを盗み出して塔内に立てこもる。イシターの巫女のカイはロッド奪還のため塔に挑むもドルアーガの魔力に敗れて石に変えられ、囚われてしまった。
バビリム王国の王子であるギルは、ドルアーガを倒してロッドを奪還し囚われた恋人のカイを救うべく、アヌ神より授かった黄金の鎧を身にまといドルアーガの塔に挑む。

## 登場キャラクター

### 味方キャラクター
ギル / プリンス・ギルガメス（GIL / PRINCE-GILGAMESH）
本作の主人公。アヌ神から与えられた勇気を力に変える黄金の鎧を身にまとい、ドルアーガが操る様々なモンスターと戦いながら塔の最上階を目指す。名前の由来は古代メソポタミアの叙事詩の主人公ギルガメッシュから。
カイ（KI）
イシターに仕える王国の巫女でギルの恋人。最上階で石に変えられている。名前の由来はメソポタミアの地母神キから。
イシター（ISHTAR）
最上階で出現する女神の幻影。名前の由来はメソポタミアの性愛と戦の神イシュタルから。

### 敵キャラクター

#### スライム系（SLIME）
ゼリー状のモンスター。止まっている時に剣で刺せば一撃で倒せるが、接触するとギルの体力値に関わらずミスとなる。
また、本作のスライムは移動中に攻撃判定を持ったままやられ判定が消える時間、つまり無敵攻撃が存在するため、ギルがどれほど強化されていても攻撃のタイミングが悪いと一方的に負ける。更に、上級のものになると活発に動き回り、様々な呪文を使う。そのため、他のモンスターと戦っている最中にスライムが接近してくると大きな脅威となる。
グリーンスライム（GREEN SLIME）
1階から出現。動きは一番遅く、呪文も放たない。
ブラックスライム（BLACK SLIME）
呪文は放たないが、グリーンスライムより動きが活発。
レッドスライム（RED SLIME）
動きはグリーンスライムと同程度だが、壁に当たると消える白色の呪文を放つ。
ブルースライム（BLUE SLIME）
性格はレッドスライムと同様だが、壁を壊す力のある青色の呪文を放つ。
ダークグリーンスライム（DARKGREEN SLIME）
さらに活発に動く上、壁を貫通する緑色の呪文を放つ。呪文攻撃の面では全スライム中最強で、特に画面外から呪文を放って来る場合は危険。
ダークイエロースライム（DARKYELLOW SLIME）
白・青・緑およびファイヤーエレメントに変化する赤い呪文をランダムに放つ。動きもスライム系中、最も活発で放つ呪文が一定でないため、呪文攻撃はダークグリーンスライムほど安定しないが、近くに居る場合は体当たりの攻撃が脅威となる。
| 名前                   | 呪文   | 点数 | 出現フロア             | 備考                                              |
| ---------------------- | ------ | ---- | ---------------------- | ------------------------------------------------- |
| グリーンスライム       | －     | 30   | 1 2 3 5 11 15 22 43    | 太字はアイテム出現条件に関与するフロア(以下同様 ) |
| ブラックスライム       | －     | 50   | 2 4 8 12 18 29 43      |                                                   |
| レッドスライム         | 白     | 60   | 7 10 14 19 25 33 43 51 |                                                   |
| ブルースライム         | 青     | 40   | 13 17 23 31 39 43 50   |                                                   |
| ダークグリーンスライム | 緑     | 70   | 28 32 35 43 48 52      |                                                   |
| ダークイエロースライム | すべて | 90   | 43 46 54               |                                                   |

#### ナイト系（KNIGHT）
ドルアーガの魔力により作られた騎士。フロアを常に歩き回り立ち止まることはない。固有の体力値を持ち、ギルが剣を出して移動している状態（足踏み状態も可）で数回交差しなければ倒せない。交差中はギルもダメージを受ける。ギルが剣を出していても立ち止まった状態でナイトと交差すると、大ダメージを受けた後やられてしまう。同時に固有のリカバリーポイントを持っており、倒すことによってギルの体力値がその分回復する。リカバリーポイントはギルが持っている剣により異なるが、初期装備およびホワイトソード（5階の剣）では倒した敵の最大体力値とおおむね同値、ドラゴンスレイヤー（18階）やエクスカリバー（45階）ではその半分程度となる。
ブルーナイト（BLUE KNIGHT）
青いナイトで最も弱く、初期装備のギルでも倒せる。
ブラックナイト（BLACK KNIGHT）
黒いナイトで赤い剣を持つ。ブルーナイトよりやや強く、初期装備のギルとほぼ互角。「闇から作られた暗黒の騎士」という設定があり、本編以外のシリーズでも特別な役目を担わされることがある。
ミラーナイト（MIRROR KNIGHT）
銀色のナイト。鏡に写ったギルの姿から作られたものという設定があり、「ミラー」の名はこれに由来する。耐久力はブラックナイト並みだが、ギルと同じ速度で移動する（ジェットブーツを取得していると素早く動き、取得しない状態で出遭うと通常のナイトと同じ速度になる）。PS版では「ジェットブーツなしクリア」が評価要素のひとつとなっている。FC版では白黒2色で配色。
ハイパーナイト（HYPER KNIGHT）
ブラックナイトより強いナイトでドルアーガの親衛隊的な扱いでもあり、シリーズによってはレッドナイトより強いハイパーナイトも登場する。45階のみ配色が異なっている。
リザードマン（LIZARD MAN）
直立したトカゲの姿で黄緑色の剣を持つ。多くのRPGに使われる設定を踏襲し、ナイト系で唯一の左利き。
左利きによる攻撃は楯で防ぎにくいというRPGの設定に則り、単位時間にギルが受けるダメージが他のナイトの2倍となっている。一方で倒した際の得点は非常に低い。
レッドナイト（RED KNIGHT）
塔内で最も強いとされる赤いナイトで、「イビルソード」と呼ばれる青色の剣を持つ。体力値はドルアーガに匹敵する上、リカバリーポイントが他のナイトに比べて格段に少ないため連戦は禁物。リカバリーポイントの低さは後のシリーズにも受け継がれている。AC版及びFC版では宝箱の出現条件に一切関わらないため無視されることが多いが、PS版の裏ドルアーガ及び闇ドルアーガでは特定の階で宝箱を出現させるために倒す必要がある。
| 名前           | 体力値 | リカバリー ポイント*1 | 点数 | 出現フロア              | 備考 |
| -------------- | ------ | --------------------- | ---- | ----------------------- | ---- |
| ブルーナイト   | 24     | 24 / 9                | 1000 | 3 7 15 27 45            |      |
| ブラックナイト | 48     | 48 / 21               | 1000 | 6 10 15 20 32 45 57     |      |
| ミラーナイト   | 48     | 48 / 21               | 2000 | 16 21 27 34 45 53 57    | *2   |
| ハイパーナイト | 96     | 96 / 48               | 3000 | 26 30 37 45 49 53 57 59 |      |
| リザードマン   | 96     | 96 / 48               | 200  | 36 40 45 49 55 57 58    | *3   |
| レッドナイト   | 144    | 24 / 9                | 1200 | 39 44 45 53 58          |      |

1. 初期装備およびホワイトソードで倒した時は前者、それ以降の剣では後者がギルの体力値に加算される。
2. 歩行速度がその時点のギルと同じ。
3. ギルに与えるダメージが他のナイト族の2倍（1フレームあたり-2）。

#### マジシャン系（MAGICIAN）
突然現れて呪文を放ち、またたく間に姿を消す神出鬼没の魔法使い。呪文は盾で防ぐことができ、姿を消す前に剣で刺すと一撃で倒せるが剣を出さずに触れるとミスになるので注意。出現位置は縦・横共通してギルの座標から1ブロック隔てて向こう2ブロック、またはチェスのナイトのようにギルの座標から八方に位置したブロックに出現する。ギルがフロアの柱と柱の間、または外周での柱と外壁の間で止まっている時は出現することはなく、ギルが移動している時や通路上で止まった時に出現 → 呪文発射 → 消滅を繰り返す。各マジシャンとも呪文を放つ方向によって杖を持ち替えている。
メイジ（MAGE）
紫色のローブをまとった姿。壁に当たると消える白色の呪文を放つ。
ソーサラー（SORCERER）
緑色のローブ姿。ファイヤーエレメントに変化する赤色の呪文を放つ。
ファイヤーエレメント
赤色の呪文が壁に突き当たるか、進行方向に対し右または左の壁が切れる場所に到達した時、通路を塞ぐ炎に変化したもの。ギルはこの炎に接触するとミスになるが、赤いネックレスを取得すると通過が可能。数秒で自然消滅するが、そばに近づき剣を振ると早く消すことが可能になる。
ドルイド（DRUID）
灰色のローブ姿で顎鬚がない。壁を壊す青色の呪文を放つ。迷路の壁を壊すので、結果的にギルの道を作ってくれることにもなる。フロア序盤は有効に利用できるが、ソーサラーと同フロアに登場する場合はファイヤーエレメントも出現させやすくなる。また、ドルイドやメイジの呪文と重なっている場合は壁を突き破って呪文が飛んでくるという奇襲を受けてしまう。
ウィザード（WIZARD）
橙色のローブ姿。壁を通り抜ける緑色の呪文を発する。四方から囲まれると対処が困難。
| 名前       | 呪文 | 点数 | 出現フロア                                | 備考 |
| ---------- | ---- | ---- | ----------------------------------------- | ---- |
| メイジ     | 白   | 50   | 4 5 8 11 16 24 33 40 44                   |      |
| ソーサラー | 赤   | 70   | 6 9 13 18 22 30 36 44 51                  |      |
| ドルイド   | 青   | 90   | 9 12 17 20 26 35 44 52 57                 |      |
| ウィザード | 緑   | 100  | 14 19 23 25 31 34 38 41 44 49 50 55 56 59 |      |

#### ゴースト系（GHOST）
死んだマジシャンの亡霊。ギルを執拗に追跡し、ワープで壁を通過する。6階他3ヶ所で取得可能なキャンドル（ろうそく）がなければ、ワープ時以外は姿を見ることができない。頻繁に呪文を放ちながら移動し、画面外から呪文を飛ばしてくることもあるがゴースト自身には接触してもミスにはならない。壁で2ブロックに区切られた空間に入ると内側にはスペルを吐かなくなるため、倒すには2ブロックゾーンに誘い込む戦法が有効である。止まったまま進行方向に対して横から剣を伸ばして倒すことも可能である。
初期装備の剣およびホワイトソードで攻撃すると1フレームあたり1、ドラゴンスレイヤーでは2、エクスカリバーでは3のダメージを与えることができる。ゴーストは剣のパワーアップを最も感じさせる相手ではあるが、FC版の裏ドルアーガ等では宝箱の出現条件にゴーストを倒さないことが含まれているフロアが複数あるため、耐久力の低さが逆の意味で脅威となる。
メイジゴースト（MAGE GHOST）
橙色の装束。メイジと同じ白色の呪文を放つ。
ドルイドゴースト（DRUID GHOST）
紫色の装束。ドルイドと同じ壁を破壊する青色の呪文を放つ。進行方向の壁を破壊しつつ進むので、このゴーストが往復したあとには一直線に歩ける長い通路ができることになる。
ウィザードゴースト（WIZARD GHOST）
灰色の装束。ウィザードと同じ壁を通り抜ける緑色の呪文を放つ。
| 名前               | 呪文 | 体力値 | リカバリー ポイント | 点数 | 出現フロア              | 備考 |
| ------------------ | ---- | ------ | ------------------- | ---- | ----------------------- | ---- |
| メイジゴースト     | 白   | 24     | 0                   | 150  | 9 12 17 24 39 52        |      |
| ドルイドゴースト   | 青   | 24     | 0                   | 250  | 14 18 20 28 33 37 46 48 |      |
| ウィザードゴースト | 緑   | 24     | 0                   | 350  | 21 29 33 42             |      |

#### ローパー系（ROPER）
イソギンチャクのように多数の触手を持つ怪物で、剣を出して交差するとギルの体力値を消耗する。その結果、ローパーと接触した後にナイト系の敵と戦うと、体力不足でミスになることがある。剣を出さずに交差すると体力が最低値になるが、この接触でギルが死ぬことはない。
ナイト系と同様、リカバーポイントを持つ。色による能力差はないが、同色でも倒した時の得点が異なる場合はある。ダメージを与えるにはドラゴンスレイヤー以上の剣が必要となる。
グリーンローパー（GREEN ROPER）
レッドローパー（RED ROPER）
ブルーローパー（BLUE ROPER）
| 名前             | 体力値 | リカバリー ポイント | 点数       | 出現フロア           | 備考 |
| ---------------- | ------ | ------------------- | ---------- | -------------------- | ---- |
| グリーンローパー | 48     | 21                  | 1000~15000 | 25 28 30 35 40 46 51 |      |
| レッドローパー   | 48     | 21                  | 1000~15000 | 37 47 51             |      |
| ブルーローパー   | 48     | 21                  | 1000~15000 | 50 51 54 56          |      |

この他にファミコン版では、オールグリーンローパー（ALL-GREEN ROPER）とオールレッドローパー（ALL-RED ROPER）も登場するがこれはファミコンの表示色数の関係上キャラクター用パレット不足が原因で色が変わってしまっているのを当時の攻略本編集者が便宜上呼称したもの。

#### ドラゴン系（DRAGON）
翼を持つ竜。元々はクォックスと呼ばれるブルークリスタルロッドの光から生まれた善良なドラゴンだったが、ドルアーガの魔力によってクリスタルロッドがブルー、レッド、グリーンの3つに分割された際に、シルバードラゴン、ブラックドラゴンに分かたれた末に操られた。。
ゆっくりと歩き、曲がり角や分岐点に着くと首を左右に振ってから方向転換する。同軸上にギルがいると壁を壊しながら向かってくる。時折り翼をはためかせてから、進行方向に長大なファイヤーブレス（炎）を吐く。ブレスは方向転換と同時や、壁を突き破るのと同時に吐く場合もある。ギルがブレスに接触するとミスになるが、青いネックレスを取得すると通過可能になる。また、パールというアイテムがあれば一定範囲内にいるドラゴン系の動きを止められる。ダメージを与えるにはドラゴンスレイヤー以上の剣が必要となる。正面からの攻撃ではダメージを与えられない。剣を収めたままでもドラゴンを通過できるが、剣を出した時と同様に体力が減るので注意。

ドラゴン系が出現するフロアでは専用のBGMが用いられる。
クォックス（QUOX）
緑色のドラゴン。名前の由来は『オズの魔法使い』シリーズの『オズのチクタク』に登場する竜クオックスより。本来は善良な生物で、本作ではドルアーガに操られている。ドルアーガが倒されると正気に戻り塔を去って行った。バビロニアンキャッスルサーガ作品では、敵として登場するのは本作のみ。耐久力はギルの通過3回分。
シルバードラゴン（SILVER DRAGON）
白銀色のドラゴン。クォックスよりやや強く、耐久力はギルの通過5回分。
ブラックドラゴン（BLACK DRAGON）
黒色のドラゴン。シルバードラゴンよりさらに強く、耐久力はギルの通過7回分。
| 名前             | 体力値 | リカバリー ポイント | 点数 | 出現フロア                    | 備考 |
| ---------------- | ------ | ------------------- | ---- | ----------------------------- | ---- |
| クオックス       | 48     | 0                   | 3000 | 15 19 22 26 30 32 41 47 48 58 | *1   |
| シルバードラゴン | 80     | 0                   | 3000 | 33 38 42 52                   |      |
| ブラックドラゴン | 112    | 0                   | 3000 | 46 50 52                      |      |

*1 体力値は攻略書籍等による値。プログラム上では58に設定されている。

#### ウィル・オー・ウィスプ系（WILL-O-WISP）
フロアの残り時間が60秒（表示が赤くなる）を切った時に登場する火の玉。フロアによっては始めから登場する。倒すことはできず、接触するとミスになるが指輪系アイテムの取得で通過が可能になる。緩やかに動くタイプと、非常に早い動きをするタイプがある。移動パターンでは以下の2種類があり、それぞれの特徴を理解すれば壁を壊すことによって同じルートを回らせ回避することも可能。
ブルー・ウィル・オー・ウィスプ（BLUE WILL-O-WISP）
青い火の玉。進行方向の左側の壁に沿って動く。
レッド・ウィル・オー・ウィスプ（RED WILL-O-WISP）
赤い火の玉。進行方向の右側の壁に沿って動く。
| 名前                           | 始めから登場するフロア           | 備考 |
| ------------------------------ | -------------------------------- | ---- |
| ブルー・ウィル・オー・ウィスプ | 21 24 27 29 31 34 38 42 47 54 56 |      |
| レッド・ウィル・オー・ウィスプ | 39 41 42 54 56                   |      |

#### 悪魔（DEMONS）
ドルアーガ（DRUAGA）
ブルークリスタルロッドの力で封印されていた悪魔。8本の腕と4本の足を持ち、緑色の鱗に覆われた姿。人間によって築かれた塔の影でクリスタルロッドの力が弱まり、封印が解かれた。神の雷によって破壊された塔を魔力で修復し、内部に多数のモンスターを放って「ドルアーガの塔」とした。壁を通り抜ける緑色の呪文を放ちながら走り。ギルと縦・横軸が合致した場合ゴーストのようにワープする。耐久力はギルの通過10数回分。必須アイテムが一つでも欠けていると倒せない。ベースはインド神話のドゥルガー / カーリー。遠藤雅伸はAD&Dのサプリメント Deities & Demigodsのメソポタミア神話の記述からの引用と述べている。
59階に登場するが、ドルアーガ本体を出現させるためには他モンスターに擬態した分身を順番に倒す必要がある（PCエンジン版では変身態が下記と異なる）。このフロアでは専用のBGMが用いられる。
擬態ハイパーナイト（ハイパーナイト・スーパー）
最初の分身でフロア開始時から登場する。ジェットブーツを持ったギルと同じ速度で動きまわり、ミラーナイトと異なり、ジェットブーツの有無を問わず高速移動する。ギルと縦・横軸を合わせるように移動するアルゴリズムをもち、軸線が合った時にギルに向かっていき壁にぶつかると、その場で足踏みする。
擬態ウィザード（ウィザード・スーパー）
2番目の分身で4体同時に出現する。実体を持つのは1体のみで他の3体には攻撃が無効。実体を倒すとすべて消滅する。
擬態クォックス（クォックス・スーパー）
3番目の分身でパールの効果を受け付けない。ルビーメイスを取得していれば一撃で倒せるが、なければ絶対に倒せない。倒すとドルアーガ本体が出現する。
| 名前               | 体力値 | リカバリー ポイント *1 | 点数 | 出現フロア | 備考  |
| ------------------ | ------ | ---------------------- | ---- | ---------- | ----- |
| 擬態ハイパーナイト | 96     | 48 / 48                | 3000 | 59         | *2    |
| ドルアーガ         | ？     | （不可） / 0           | 0    | 59         | *2 *3 |

1. 初期装備およびホワイトソードで倒した時は前者、それ以降の剣では後者がギルの体力値に加算される
2. ギルの速度に関係なく高速移動する
3. エクスカリバーで与えられるフレーム当たりのダメージが0.5（通常の敵は2ないし3）

サッカバス（SUCCUBUS）
57階で出現する悪魔。イシターの姿に化け、偽のブルークリスタルロッドを持つ。フロア開始時には石の姿をしており、鍵を持たずに扉を通過するとイシターの姿になる。剣の一撃で倒せるが、剣を出さずに触れると偽のクリスタルロッドを渡され、体力が急激に減り続ける状態になり、まもなくミスになる。57階では60階と同じBGMが用いられる。
PCエンジン版では自らの正体を見破ったギルに問いかけ、ギルの真意を見極めた上でブルークリスタルロッドを差し出す描写が加えられた。これはドルアーガが改心することを願うサッカバスの愛情の表れであり、シリーズを通しての公式ストーリーとして採用されている。
名称は厳密に統一されておらず、「サキュバス」と呼ばれることもある。『テイルズ オブ デスティニー』での復刻の際には、ナムコミュージアム館長の判断で「ニセイシター」と名乗らされている。
| 名前       | 体力値 | リカバリー ポイント | 点数 | 出現フロア | 備考 |
| ---------- | ------ | ------------------- | ---- | ---------- | ---- |
| サッカバス | ？     | ?                   | 500  | 57         |      |

## 他機種版
この節では発売当時の社名で記載（一部の長い社名のみ、略記する場合あり）。
| No. | タイトル                                                | 発売日                                        | 対応機種                                                          | 開発元                | 発売元         | メディア                                                                                                | 型式                             | 備考                                                                      | 出典                        |
| --- | ------------------------------------------------------- | --------------------------------------------- | ----------------------------------------------------------------- | --------------------- | -------------- | --- | -------------------------------- | ------------------------------------------------------------------------- | --------------------------- |
| 1   | ドルアーガの塔                                          | 1985年8月6日                                  | ファミリーコンピュータ                                            | ナムコ                | ナムコ         | 320キロビットロムカセット                                                                               | NTD-4900                         |                                                                           |                             |
| 2   | ドルアーガの塔                                          | 1985年10月                                    | MZ-1500                                                           | マイコンソフト        | 電波新聞社     | クイックディスク                                                                                        | DP-3201208                       |                                                                           |                             |
| 3   | ドルアーガの塔                                          | 1986年夏                                      | MZ-2500 FM77AV専用版 X1/turbo                                     | マイコンソフト        | 電波新聞社     | MZ25:3.5インチ2DDフロッピーディスク FM77AV:3.5インチ2Dフロッピーディスク X1:カセットテープ/5.25インチ2D | -                                |                                                                           |                             |
| 4   | ドルアーガの塔                                          | 1986年10月27日                                | MSX                                                               | ナムコ                | ナムコ         | ロムカセット                                                                                            | 12                               |                                                                           |                             |
| 5   | ドルアーガの塔                                          | 1987年6月                                     | FM-7/77                                                           | マイコンソフト        | 電波新聞社     | 5.25インチ2Dフロッピーディスク                                                                          | -                                |                                                                           |                             |
| 6   | ドルアーガの塔                                          | 1990年12月31日                                | ゲームボーイ                                                      | エンジェル            | エンジェル     | 1メガビットロムカセット                                                                                 | DMG-ADA                          |                                                                           |                             |
| 7   | ドルアーガの塔                                          | 1992年6月25日                                 | PCエンジン                                                        | ゲームスタジオ        | ナムコ         | 4メガビットHuCARD                                                                                       | NC92003                          | リメイク版                                                                |                             |
| 8   | ナムコミュージアムVOL.3                                 | 1996年6月21日 1997年1月31日 1997年2月12日     | PlayStation                                                       | ナウプロダクション    | ナムコ         | CD-ROM                                                                                                  | SLPS-00390 SLUS-00398 SCES-00268 | アーケード版の移植                                                        |                             |
| 9   | ナムコギャラリーVOL.2                                   | 1996年11月29日                                | ゲームボーイ                                                      | ナムコ                | ナムコ         | ロムカセット                                                                                            | DMG-AN2J-JPN                     | ゲームボーイ版の移植                                                      |                             |
| 10  | ナムコヒストリーVOL.2                                   | 1997年11月28日                                | Windows                                                           | ナムコ                | ナムコ         | CD-ROM                                                                                                  | -                                | アーケード版の移植                                                        |                             |
| 11  | ナムコミュージアムVOL.3 PlayStation the Best            | 1999年10月28日                                | PlayStation                                                       | ナウプロダクション    | ナムコ         | CD-ROM                                                                                                  | SLPS-91160                       | 廉価版                                                                    |                             |
| 12  | Ultra 2000 ドルアーガの塔                               | 2001年9月5日                                  | Windows                                                           | ナムコ                | メディアカイト | CD-ROM                                                                                                  | -                                |                                                                           | [ 19 ]                      |
| 13  | ドルアーガの塔                                          | 2002年11月1日                                 | Jスカイ （Javaアプリ）                                            | ナムコ                | ナムコ         | ダウンロード （ナムコアプリキャロットJ）                                                                | -                                |                                                                           | [ 20 ] [ 21 ]               |
| 14  | ドルアーガの塔                                          | 2003年2月21日                                 | 504i （iアプリ）                                                  | ナムコ                | ナムコ         | ダウンロード （アプリキャロットナムコ）                                                                 | -                                |                                                                           | [ 22 ]                      |
| 15  | ドルアーガの塔（復刻版）                                | 2003年12月5日                                 | ゲームキューブ                                                    | ナムコ                | ナムコ         | 8センチ光ディスク                                                                                       | -                                | ファミリーコンピュータ版の移植 『バテン・カイトス』先行予約特典（非売品） |                             |
| 16  | Namco Museum Battle Collection ナムコミュージアム Vol.2 | 2005年8月23日 2005年12月9日 2006年2月23日     | PlayStation Portable                                              | ナムコ                | ナムコ         | UMD | ULUS-10035 UCES-00116 ULJS-00047 | 日本国外版は『VOL.1』と『VOL.2』が統合されている                          |                             |
| 17  | ドルアーガの塔                                          | 2007年9月27日                                 | Wii                                                               | ナムコ                | ナムコ         | ダウンロード （バーチャルコンソール）                                                                   | -                                | ファミリーコンピュータ版の移植 2019年1月31日 配信・発売終了               |                             |
| 18  | ナムコミュージアムDS                                    | 2007年10月11日                                | ニンテンドーDS                                                    | ナムコ                | ナムコ         | DSカード                                                                                                | -                                | アーケード版の移植                                                        |                             |
| 19  | ドルアーガの塔 WIDE版                                   | 2008年4月22日                                 | F903i、F903iX、F904i F905i、P905i、SH905iTV （iアプリ）           | バンナム              | バンナム       | ダウンロード （ナムコ・ゲームス）                                                                       | -                                | アーケード版の移植                                                        | [ 23 ] [ 24 ] [ 25 ]        |
| 20  | ドルアーガの塔                                          | 2009年3月25日 PAL 2009年3月25日 2009年5月12日 | Wii                                                               | ナムコ                | ナムコ         | ダウンロード （バーチャルコンソールアーケード）                                                         | -                                | アーケード版の移植 2019年1月31日 配信・発売終了                           | [ 26 ]                      |
| 21  | ナムコミュージアム バーチャルアーケード                 | 2009年11月5日                                 | Xbox 360                                                          | バンナム              | バンナム       | DVD-ROM                                                                                                 | -                                |                                                                           |                             |
| 22  | ドルアーガの塔                                          | 2012年12月19日                                | ニンテンドー3DS                                                   | ナムコ                | バンナム       | ダウンロード （バーチャルコンソール）                                                                   | -                                | ファミリーコンピュータ版の移植 2023年3月28日 配信・発売終了               | [ 27 ]                      |
| 23  | ドルアーガの塔                                          | 2013年8月21日                                 | Wii U                                                             | ナムコ                | バンナム       | ダウンロード （バーチャルコンソール）                                                                   | -                                | ファミリーコンピュータ版の移植 2023年3月28日 配信・発売終了               | [ 28 ]                      |
| 24  | ナムコミュージアムVOL.3                                 | 2013年12月11日                                | PlayStation 3 PlayStation Portable (PlayStation Network)          | ナウプロダクション    | バンナム       | ダウンロード （ゲームアーカイブス）                                                                     | -                                | アーケード版の移植                                                        |                             |
| 25  | ナムコミュージアム                                      | 2017年7月28日                                 | Nintendo Switch                                                   | バンナム              | バンナム       | ダウンロード                                                                                            | -                                | アーケード版の移植                                                        |                             |
| 26  | ナムコットコレクション                                  | 2020年6月18日                                 | Nintendo Switch                                                   | B.B.スタジオ エムツー | バンナム       | Switch専用ゲームカード ダウンロード                                                                     | -                                | ファミリーコンピュータ版の移植                                            |                             |
| 27  | NAMCO MUSEUM ARCHIVES Vol.1                             | INT 2020年6月18日                             | Nintendo Switch（日本国外） PlayStation 4 Xbox One Windows(Steam) | B.B.スタジオ エムツー | バンナム       | ダウンロード                                                                                            | -                                | ファミリーコンピュータ版を収録                                            |                             |
| 28  | ドルアーガの塔                                          | 2022年6月2日                                  | PlayStation 4 Nintendo Switch                                     | ナムコ                | ハムスター     | ダウンロード （アーケードアーカイブス）                                                                 | -                                | アーケード版の移植                                                        | [ 29 ] [ 30 ] [ 31 ] [ 32 ] |

### 裏ドルアーガ
FC版には、宝箱の出現条件が通常版とは異なる「アナザー・ドルアーガの塔」と呼ばれるバージョンがあり、選択するとタイトル文字の色が灰色から濃緑に切り替わる。以後に発表された移植版でも、それぞれのプラットフォームオリジナルの特別版、いわゆる「裏ドルアーガ」が収録されることが多い。
特にPlayStation版（『ナムコミュージアムVol. 3』収録）には、裏ドルアーガとは別に「闇ドルアーガ」もあり、宝箱の出現条件の他にフロアのマップや獲得するアイテムそのものが通常版と異なっていた。PlayStation版で闇ドルアーガを呼び出すと、プログラムされているが本編では使われていないファンファーレが鳴り闇ドルアーガモードに突入する。表ドルアーガではあり得ない、サイズ2倍のスライムが出現したり、宝箱の中身が「数十万ポイント分のスコア」というものがあったりと、新たな要素が加えられている。

### ファミリーコンピュータ版
以下はFC版の特徴で、オリジナルであるアーケード版では異なるか起こらない現象である。
- 迷路が狭い。
- 一部アイテムの色が違う。詳しくは上記参照。また取得済アイテム欄の配置順が改良され、マトック系とポーションの存在が常に確認できるようになった。
- 敵の配置がアーケード版とは異なるフロアがあり、全体的に敵の数が減っている。
- バランスの効果が「所有しているハイパー系アイテムの効果を正方向にする」と効果が少し異なっている[33]。このため、ハイパーガントレット以外のハイパー系アイテムはコンティニューを使ってバランスを後から取ってもドルアーガを倒すことができる。アーケード版はバランスを後から取ってもイビル系アイテムのままである。
- ゴールドマトックと下位のマトックの2本を同時に所持することができる。このため2本目がシルバーマトックならば、1回までなら外壁に対してマトックを使って壊しても、支障なくゲームを続行できる。アーケード版はゴールドマトックを取得した時点で下位のマトックを失う。
- マジシャン等の放つ呪文の色が、種類にかかわらずすべて白色。
- ドラゴンがブレスを吐いている間はマジシャンがスペルを吐かず、現れても何もせず消える。ただしブレスが消えた瞬間にスペルを吐くようになるので、特殊な時間差攻撃になり得る。
- ドラゴン・ローパーがホワイトソード以下の剣でも倒せる。
- マジシャンと剣を出さずに通過しても即座にミスにはならず、体力が減るのみ。
- ローパーと剣を出さずに通過しても普通にダメージを受けるだけ。
- ドルアーガと剣を出さずに交差することができない。
- 足踏み状態でナイトを倒せない。
- ファイアーエレメントを剣を振っても消せない。
- ダメージを与えたときに音が鳴る、アーケード版と逆。
- 剣の攻撃力とリカバリーポイントがアーケード版と違っている。
- 上位のブックは下位のブックの効果を兼ねない。
- 一部の敵のスコアが違っている。
- ドラゴンとウィスプの移動スピードの変更。
- コンティニューボーナスがない。
- シルバーマトックが各階で3回までは壊れず、4回目で必ず壊れるようになっている。この仕様変更のため、FC版ではゴールドマトックがクリア必須アイテムではなくなっている。
- ドルアーガを倒すのにブルークリスタルロッドは必須ではない。これはロッド系の効果が単なる「ギルの体力が上がる」効果に変更されているためである。よってグリーン・レッド両クリスタルロッドも取る必要はなくなっている[34]。
- イビルヘルメットの体力値の変更がハイパーヘルメットと同じ。ただしドルアーガとは戦えない。
- 41Fをクリアしてもポーション系アイテムはなくならない。これはアイテムの格納方式がアーケード版とでは異なり、消す必要がなくなったからである。
- ハイパーアーマーを持っている状態で呪文を受ける等して体力を最低にすると、リング系を所持していてもウィスプ系に触れるとミスになる。
- ポーションオブデスのタイムの減少スピードがアーケード版よりゆるやか。
- 44Fのマジシャンの出方が異なる。画面上で一種類しか出ない。そのため、目当てのマジシャンがいつまで経っても出ないという危険がある。
- イビルソードの攻撃力がエクスカリバーと同じ。ただしドルアーガの分身ウィザードは倒せない。
- 52Fではブラックドラゴンの代わりにクオックスになっているが強さはブラックドラゴンのままである。
- サッカバスを倒しても、扉を通過することで再び現われる。また、サッカバスについては「剣を出さずに触れるとまもなくしてミスとなる」という設定が省略されており、よってダミーのブルークリスタルロッドも持たない。
- 残りタイムが60秒を切って以降に出現するウィスプ系は青と赤1つずつしか出現しない。ここでは赤は残り50秒で、青は残り40秒で、それぞれ現れる。
- 60FでZAPする条件を満たすとすぐにZAPする。
- 60FでタイムオーバーになってもZAPせずそのフロアで再びプレイできる。
- 特定の操作でラウンドセレクトができる。その際に別の操作を組み合わせることで、アイテムの選択もできる。
- ラウンドセレクトをしたうえでZAPして、戻されたフロアをクリアすると、バグ面が現れることがある。面セレクトすると60面よりも上のフロアがセレクトできるのでバグ面となる。
- 裏ドルアーガで一部宝の効果が違っているものがある。
  - サファイアメイス - 持っていないとルビーメイスが取れなくなっている。
  - リング系アイテム - 下位のリングを持っていないと上位のリングは取れなくなっている。

また、FC版では攻略本が数種類出版されたが、正しい本もある一方、中にはアイテムの出現方法が違う内容で記載されていたり、60Fのクリア方法は全く違う内容が記載されていたものもあった。

### ゲームボーイ版
ゲームボーイ版はナムコではなくエンジェルから発売された。発売日は1990年12月31日。
体力値が画面に数字で表示されており、スライムの体当たりやマジシャン等の呪文を受けてもダメージを受けるだけで済む。基本的にどのモンスターに対して剣を出しての交差で5の減少､剣を出さない場合や呪文の被弾で10の減少となる｡鎧等のアイテムは最大HPの上昇に割り当てられており､取得せずともクリアが可能｡各階層をクリアしてもHPは固定値回復のみとなる｡
残機（プレイヤーストック）の概念がなく体力が尽きるとその場でゲームオーバーになるが、パスワードによる継続機能があったりとゲームシステムがアレンジされている。一部のフロアでは宝箱の出現方法がオリジナル仕様になっている。また､一部フロアに関しては迷路ではなく大部屋でのボス戦に差し替えられている｡
のちに発売された『ナムコギャラリーVOL.2』にも収録された。

### PCエンジン版
PCエンジン版は1992年6月25日に発売された。メディアはHuカード。
画面が俯瞰（斜め上からの見下ろし）であったりアイテムを好きな時に使用できるといった改変がなされた。遠藤は「オリジナルの迷路は長方形で塔らしくなくて嫌だったが、基板の問題でどうしようもなかった。PCエンジン版の正方形の迷路が本当にやりたかった『ドルアーガの塔』の迷路だった」と語っている。
『カイの冒険』同様にフロアごとにイシターが登場して宝箱の出現条件のヒントを教えてくれるほか、ビジュアルシーンによるキャラクターのセリフが追加され設定上でしか語られなかったストーリー要素がゲームに反映されている。また、タイトル画面でFC版の隠しコマンドを入力すると「ウラめんなんてありませんよ」などといったメッセージが表示されたりと、過去の移植版をもじった要素もある。以下に主だった変更点について記す。
アイテムの装備
オリジナル版およびそれまでの移植版では手に入れたアイテムはその場で強制的に装備、もしくは効果発動となっていたが、本作ではプレイ中にステータス画面を呼び出して任意に装備や使用アイテムの変更ができるようになった。武器・防具には構えた状態でも正面から呪文を受けられる剣「スペルキャンセラー」、ギルが全身黒ずくめになり敵に追いかけられなくなる「ブラックナイトアーマー」、宙に浮いて歩くことで地面に張りついた敵に当たらなくなる「レビテイトブーツ」など、オリジナル版になかった特殊な効果を持つものもある。
武器・防具以外にも装備する、もしくは装備して使うことではじめて効果が表れるものが多い。前者は装備アイテム、後者は登録アイテムと呼ばれ、それぞれ一度に1つずつ装備可能。
宝箱の種類の追加
主にゲームクリアに必須のアイテムが入ったメイン宝箱のほかに、ゲームをより有利に進められる「スペシャルアイテム」の入ったスペシャル宝箱が追加された。スペシャルアイテムは基本的に使い捨ての登録アイテムで、背後に壁を作って緊急回避に使える「トゥラウアル」、使ったその場でフロアを移動できる「ロープ」「スコップ」、特定の敵からダメージを受けなくなる「クリスタル」、敵全滅など様々な魔法がこめられた巻物「スクロール」などの種類がある。またメイン宝箱に関しては、前述の通りフロア開始時にイシターが出現条件のヒントをくれるようになっている（一部難易度を除く）。
難易度選択
難易度が下記の4種類から選べるようになっており、敵の出現数や継続機能の制限などで違いがある。ゲームボーイ版と同じく残機の概念がなく、ミスすると即ゲームオーバーのような扱いとなる。
- イージー - 復活の回数は無限で、ゲームオーバーになってもタイトル画面に戻らずすぐに再開となる。またギルのステータス上昇に使える「勇気のシンボル」がフロアをクリアするだけで手に入り、パスワードコンティニューも可能。制限時間もなく、モンスターのステータスも他のレベルより低い。
- ノーマル - 「勇気のシンボル」がフロア上に落ちているものを回収しないと手に入らないほか、モンスターのステータスがイージーより高い。ほかはイージーと同じ。
- ハード - モンスターのステータスがノーマルより高く、出現パターンも上記2つのレベルをベースに数が増えるなど、厳しいものになっている。またオリジナル版のように制限時間がつき、タイムが少なくなるとウィル・オー・ウィスプが出現する。コンティニューには10回の制限がつき、勇気のシンボルは登場せずパスワードも使えない。上記2つのレベルでは画面上にあったマトック残り使用回数の表示もなくなる。
- プロゲーマー - ハードの条件に加え、宝箱の出現条件が変わり、イシターがそのヒントをくれなくなる。モンスターのステータスはハードよりも高く、出現パターンもまったく違うものに変化する。また上記3つのレベルで画面上にあった体力値の表示がない。コンティニューは3回のみで、スペシャルアイテムも出現しない。本難易度のみフロア中に発生する会話シーンが省略され、エンディングがアーケード版をもとにした特別なものになる。

モンスターの追加
オリジナル版と比べてモンスターが大幅に追加された。その中には「バンパイヤ」や「ランドアーチン」など『イシターの復活』に登場するモンスターや「ホワイトナイト」などゲームブックに登場するモンスターも含まれている。

### パソコン版
電波新聞社より、FM-7/77版、FM77AV専用版、MZ-1500版、MZ-2500版、X1シリーズ版が、それぞれ発売された。一部の移植作品には、宝箱の出し方が異なる「裏ドルアーガ」が存在する。
MSX版はナムコよりナムコットシリーズとしてROMカートリッジで発売された。ハードウェアスペックの限界から「キャラクターは単色」「スクロールは8ドット単位」など、FC版をさらにダウンスケールさせたような内容となっている。
また、1989年にはユーザーによる非公式のX68000版が作成され、主に草の根BBSを通して配布された。

### 携帯アプリ版
2002年より、フィーチャーフォン用アプリケーションとしてNTTドコモ、au、ソフトバンクの各キャリア向けに移植された。これらは宝箱の出し方を記した「攻略ウィンドウ」や、最初から宝箱が出現した「EASYモード」を搭載している。また、下位機種向けに全16階構成の『ドルアーガの塔mini』も配信された。
2008年には、F903iなどのディスプレイを90度横に回転させられる機種向けの『ドルアーガの塔 WIDE版』が登場。ステージを横長のディスプレイいっぱいに表示し、横スクロールがほぼ抑えられている。
さらに2011年2月17日頃 - 5月16日、携帯SNSサイト「モバゲータウン」にて、『ドルアーガの塔 for モバゲー』を無料配信。本作のみ「SHORT」というスコアアタックモードが用意されていた。

### ニンテンドーDS版
DSの特徴である2画面を使って、ゲーム画面以外の別画面にはそのフロアで出現する宝箱アイテム、宝箱の出し方やアイテム解説などが表示されるお手軽攻略「プレイナビ」機能が搭載されており、攻略本や攻略サイトに頼らなくても全フロアの宝箱出現方法が分かる。また縦画面モードにも対応している。

### アーケードアーカイブス版
「こだわり設定」で起動画面の表示、ゲームスピードの調整、原作挙動の再現、メッセージテキストの原作再現、体力とマトック数と宝物出現通知の表示の設定が可能。ただし、原作挙動の再現はゲームの進行が不可能になる場合がある。また、「ボタン設定」にて「マップ情報の表示」をボタンに割り当てると、ゲーム中にフロアのマップや宝物の出し方などの情報を見る事ができる。ZAPした場合、オンラインランキング登録にてスコアの横にZAPの表示が付く。

## 開発

### 開発背景とバージョン
開発者の遠藤雅伸によれば、本ゲーム開発の際の大きな目的の一つは「当時稼働率の下がっていた『マッピー』の基板のROM交換で、開発コストを下げる」ことであった（縦長の画面で横スクロールするなど、両ゲームの共通点は多い）。つまり、元々大ヒットを狙っていたわけではなく、2000枚のROMが償却できればプロジェクト的には成功であった。
また、『ゼビウス』をはじめとする当時のアーケードゲームは、残機がある限り延々と遊ぶことができたため、難易度を高くした上でコンティニューを誘発したり、プレイヤーが達成感を味わいながらエンディングにたどり着くための仕組みがとられた。
現在と同じく、当時も本作の難易度に対して「万人向けでない」「攻略本を前提としているかのようなゲーム設定は、アーケードゲームとして妥当か」という批判がなされたが、これは予想外に人気が出たための副作用であった。皮肉なことに本作の人気のため、当初想定していたROM交換だけでは需要に追いつかず、基板の再生産も行われた。
基板の再生産にあたりいくつかのバグが修正されている。この区別のため、『マッピー』のROM交換基板を「OLDバージョン」、再生産された基板を「NEWバージョン」と表現することもある。

### セッティング
開発に当たり、遠藤はTRPG『ダンジョンズ&ドラゴンズ』（D&D）から着想を得、『D&D』および同時期に日本に輸入された『ウィザードリィ』を参考にした。
例えば本作におけるスライムは、『ウィザードリィ』のイメージを踏襲してスライムを序盤から登場する弱い敵として設定され、デザインもシンプルでかわいらしいものとなった。
迷路を舞台とした本作では、1体のモンスターにつき4方向分のグラフィックを用意する必要があった一方、シンプルなデザインのスライムは方向を示すグラフィックが不要であることから容量と工数の節約に役立ったほか、節約した分をアニメーションに割り振ることもできた。
また、ラスボスであるドルアーガは『アドバンスト・ダンジョンズ&ドラゴンズ』のサプリメントである"Deities & Demigods"をヒントに誕生した。
塔の階数は、当時日本で一番高いビルとされていた東京・池袋にあるサンシャイン60にちなんで60階に決められた。

### その他
- デモ画面にて、英文で書かれたストーリーが表示されるが、「黄金の鎧を着た」に当たる部分が "WEARED GOLD ARMOR" となっており、不規則動詞である "WEAR" が規則動詞として扱われる・"GOLD" が形容詞化されていないという誤りがある。後に発売されたFC版では、"WORE GOLDEN ARMOR" に修正されたが、アーケード版の忠実な移植を目的とする他移植版では "WEARED GOLD" のままにされている。
- 60階クリア後のエンディング画面で「CONGRATURATIONS !!」とのミススペルがある。バグや誤字なども含め完全移植をモットーとするPlayStation版『ナムコミュージアムvol. 3』ではそのままになっていたが、PSP版の『ナムコミュージアムvol. 2』では正しいスペル（「CONGRATULATIONS !!」）となっている。PCエンジン版でプロゲーマー難度をクリアした際も、エンディング画面に同じ誤字があるが、RUNボタンを押している間は正しい文字になる。
- FCなどの家庭用ゲーム機器に移植されるようになると、各フロアの宝箱の出現方法や登場キャラクターなどを解説した「攻略本」が各出版社から出版されるようになった。
- ポーション・オブ・エナジードレインは、取るとギルの体力が著しく低い値に設定されてしまうが、最低値ではない。剣を出さずにローパーに触れたり、ハイパーアーマー装備時に盾以外で呪文を受けて体力が最低値になった状態でも、同ポーションを取ると若干ながら体力が回復する。
- 各フロアスタート時にギルと敵の位置のセットアップを行っている。ギルの位置は前フロアの扉の位置であるが、敵の位置はランダムで決定される。稀にこの両者が重なることもあり、その場合にはミスではなく「敵がギルに倒された」と処理している。更に偶然が重なると同じ位置に複数の敵が重なるケースもあり、1階などでスタートと同時に宝箱が出ることも起こり得る[42]。
- 7階でカッパーマトックを持った状態でミスすると宝箱が出る。これはミスと同時に、ギルの持つ宝物のデータがクリアされるため[43]。
- シルバーマトックの使用可能回数はランダムで決定される。宝箱取得前後のマトックの使用可能回数は、宝箱取得前のマトック使用回数によって、宝箱取得後の使用できる回数に影響を及ぼすことはない。またミスをした場合、再決定される。
  - 宝箱を取る前は2回から4回（GET READY表示時ランダムに決定）壁を破壊できる
  - 宝箱を取った後は3回から5回（フロア開始時に決定した回数+1）壁を破壊できる
  - カッパーマトックと同様に限界回数まで使用すると消滅する
- 25階の宝にはジェットブーツを設定してあるが、出し方がプログラムされていない。25階はこのゲームの開発コードが「V-25」だったことから初めからプログラムされなかったと遠藤が語っている[44]。
- 60階クリアの50万点が加算されてエクステンド状態（5万点）を超えてもエクステンドされない。
- 59階でドルアーガ出現後にギルをフロア左端の外壁沿いに位置させていると、壁をすり抜けたドルアーガが稀に外壁にめり込んでしまうことがある。この状態でギルを上下に移動させるとリセットがかかり、タイトル画面に戻ってしまう[43]。

## スタッフ
アーケード版
- ゲーム・デザイナー：EVEZOO END（遠藤雅伸）
- プログラマー：SATOSHI KNIGHT（内藤智）
- サウンド・コンポーザー：ZUNKO ODAWA（小沢純子）
- ハードウェア：SINGLE SHIGERU（齋藤茂）
- グラフィック・デザイン：YOU.SHINO（篠崎雄一郎）

FC版
- ディレクター：YAMAMO（やまもとこういち）
- エグゼクティブ・プロデューサー：EVEZOO END（遠藤雅伸）
- プロデューサー：S.NAKAMURA
- ゲーム・デザイナー：EVEZOO END（遠藤雅伸）
- プログラマー：YAMAMO（やまもとこういち）
- オリジナル・キャラクター：EVEZOO END（遠藤雅伸）
- キャラクター・デザイナー：YOU SHINO（篠崎雄一郎）
- キャラクター・コーディング：J.MIZU（水足淳一）
- オリジナル・ストーリー：EVEZOO END（遠藤雅伸）
- サウンド・コンポーザー：ZUNKO ODAWA（小沢純子）
- サウンド・ソフトウェア：大野木宜幸、FUKASHI.K（大森田不可止）
- サウンド・プログラマー：ZUNKO ODAWA（小沢純子）
- サウンド・チェック：J.MIZU（水足淳一）
- アシスタント・プログラマー：S.KNIGHT（内藤智）
- ソフトウェア・サポート：KEI CROSS（黒須一雄）、FUKASHI.K（大森田不可止）
- スペシャル・エフェクト：HAL UDAGAWA（宇田川治久）、深谷正一
- セット：YAMAMO（やまもとこういち）
- メイク・アップ：J.MIZU（水足淳一）、S.KNIGHT（内藤智）
- エディター：YAMAMO（やまもとこういち）、S.KNIGHT（内藤智）
- カラー・コーディネーター：J.MIZU（水足淳一）
- コスチューム：J.MIZU（水足淳一）
- ハードウェア・アナリシス：HAL UDAGAWA（宇田川治久）
- プロダクション・マネージャー：T.HAZURE
- プロダクション・スーパーバイザー：KEI CROSS（黒須一雄）
- ゲーム・アナライザー：TEZUKA（手塚一郎）、OHHORI（大堀康祐）、FURUTA

FM-7版
- プログラム・アレンジ：紅林俊彦

PCエンジン版
- ゲーム・デザイン：柴田賀盆
- プログラム：みなみたかゆき
- ビジュアル・コンセプト、キャラクター・デザイン：篠崎雄一郎
- オリジナル・サウンド：小沢純子、ひこのたける
- CGデジタイズ：はやかわたろう、あんざいじゅんこ
- ソフトウェア・サポート：あきんどKNIGHT（内藤智）
- スペシャル・サンクス：つるや、くさの、ちだ、くぼでら
- ディレクト：遠藤雅伸
- プロデュース：NAMCOT

## 反響

### 社会的影響
本作は、日本におけるスライムのキャラクター性を大きく認知させた一方、『D&D』などにおける「剣で攻撃できない強敵」というイメージを払拭した。日本国内で「スライムは弱い」という印象を与えた一因を担っていることにより、遠藤は「日本版スライムA級戦犯」を自称している。

### 雑誌媒体による評価
| 項目  | キャラクタ | 音楽 | 操作性 | 熱中度 | お買得度 | オリジナリティ | 総合  |
| GB版  | 3.14       | 3.18 | 3.25   | 3.11   | 3.22     | 3.00           | 18.90 |
| PCE版 | 3.68       | 3.30 | 3.65   | 3.60   | 3.37     | 3.02           | 20.62 |

アーケード版
- ゲーメストムック『ザ・ベストゲーム』（1991年）において、『ゲーメスト』読者による全アーケードゲームを対象とした人気投票で第13位を獲得、同誌において編集者の山河悠里は、本作がアーケードゲームにて初めてRPGの要素を取り入れたゲームである事や根強い人気を誇っている事を指摘、面のレイアウトに関しては「その面の難しさに合わせつつうまく敵を配置している」と称賛した。グラフィック面に関しては「エンディングのカイのグラフィックにはがっかりさせられた人も多かった」と指摘しているが、音楽面に関しては当時としてはかなりの高水準であったと指摘し、「60階を踏破したときのエンディングテーマには感動させられた」と絶賛した。
- ゲーメストムック『ザ・ベストゲーム2』（1998年）では『名作・秀作・天才的タイトル』と認定された「ザ・ベストゲーム」に選定され、同誌においてライターの石井ぜんじは本作がメジャーな作品であると同時に異色作である事を指摘し、隠しアイテムである宝箱の存在がマニアの挑戦意欲を高め、多くのプレイヤーを虜にした事に触れた上で「悪魔のような魅力を持った作品」と表現した。またファンタジックな世界観やRPGの雰囲気を持つ世界観設定は『ドラゴンクエスト』（1986年）の登場以前にはゲーム界にはほとんど存在していなかった事に触れ、「当時として非常に独創的であった」と革新性に関して肯定的に評価した。その他、本作の最大の魅力は宝箱にまつわる謎解きにあるとした上で、「マニアは情報交換のために各地を飛び回り、交流した」、「情報は口コミで沖縄から北海道まで広がった」と当時の影響力の大きさを示唆した。

ファミリーコンピュータ版
ゲーム誌『ファミリーコンピュータMagazine』の1991年5月10日号特別付録の「ファミコンロムカセット オールカタログ」では、主人公のギルが徐々にパワーアップしていく様やゲームの世界観設定から本作が同機種において初のRPGであると指摘しているが、後のRPGとは異なるゲームシステムのため、「どちらかといえば面クリアタイプのアクションゲームと思った方が良いだろう」と本作のジャンルを定義している。ゲーム誌『ユーゲー 2003 No.07』においてゲームライターの上志野雄一郎は、アーケード版が宝箱の出現方法の難易度の高さにより多額のプレイ料金が必要であったことや順番待ちに悩まされたことに触れた上で同機種への移植が朗報であったと述べ、アーケード版とは迷路の構造が異なる点などがあったものの当時のプレイヤーからは絶賛されたと指摘、さらに隠しコマンドによる裏ドルアーガの存在もアーケード版を極めたユーザーに支持され、攻略本の売れ行きも好調となり売り切れ店が続出したと述べ、また音楽に関しても「勇ましくてノリの良いBGM」と肯定的に評価した。
ゲームボーイ版
ゲーム誌『ファミコン通信』の「クロスレビュー」では合計21点（満40点）、『ファミリーコンピュータMagazine』の読者投票による「ゲーム通信簿」での評価は別記の通り18.90点（満30点）となっている。また、同雑誌1991年5月24日号特別付録の「ゲームボーイ オールカタログ」では、ファミリーコンピュータ版と比較した上で「システムがかなり変更されている」と紹介されている。
PCエンジン版
ゲーム誌『ファミコン通信』の「クロスレビュー」では6・4・7・5の合計22点（満40点）、『月刊PCエンジン』では85・90・90・80・80の平均85点（満100点）、『マル勝PCエンジン』では8・8・6・5の合計27点（満40点）、『PC Engine FAN』の読者投票による「ゲーム通信簿」での評価は別記の通り20.62点（満30点）となっている。また、この得点はPCエンジン全ソフトの中で292位（485本中、1993年時点）となっている。同雑誌1993年10月号特別付録の「PCエンジンオールカタログ'93」では本作が他機種において話題となった作品のリメイクである事を指摘した上で、宝箱の出現条件に関して「この条件が何であるかを解き明かすことがゲーム最大の面白みだ」と肯定的に評価した。

## 関連作品
詳細はリンク先を参照。
- ドルアーガの塔 (ボードゲーム)（1984年）
- ドルアーガの塔 (ゲームブック)（1986年）
- ドルアーガの塔 (アトラクション)（1990年~2000年）
- すごろくアドベンチャードルアーガの塔（2000年） - メダルゲーム機。
- ドルアーガの塔 (テレビアニメ)（2008年）
- ドルアーガの塔 〜the Phantom of GILGAMESH〜（2008年） - オンラインゲーム。

### 公式二次創作作品
バンダイナムコエンターテインメントの「カタログIPオープン化プロジェクト」企画による公式の二次創作作品として以下の２作品が制作された。

#### 狭くて小さいドルアーガの塔
アーケード版『ドルアーガの塔』をスマートファンアプリ向けに手軽に遊べるようにアレンジした作品で。2016年1月29日に配信された。
進行に必要なアイテムの入った宝箱を探し、条件を満たすことで鍵を入手して扉に入って先に進むという基本は踏襲しているが大幅なアレンジが施されており、「狭くて小さい」というタイトルの通りフィールドがデバイスの画面に合わせて9☓18マスから4×5マスに大幅に減少しフロア数が全20階と縮小された。また、純粋なアクション要素が配されて自キャラとモンスターが交互に動くターン性が導入され、移動および敵の攻撃は画面のタップで行う。ナムコ自社製のレトロアーケードゲームのネタが謎解き要素・アイテムとして盛り込まれるなどのファンサービス要素も多々ある。有料でヒントも購入可能。

#### ドルアーガの塔 Tower of Defender
スマートフォン用のアプリとしてRPG＋女性向け恋愛シミュレーションゲーム版が、2017年12月8日にCUCURIから配信された。
ストーリー
悪魔「ドルアーガ」が封印されてから100年後の世界が舞台。平和になったそこではドルアーガの塔に登る事は禁忌とされ、厳重に軍によって守られていた。主人公（女性）は軍から命が下り、モンスターが攻めてくるドルアーガの塔を3ヶ月間守る命令を受ける。配属されたのは男性だらけの第12小隊。癖のある隊員と絆を深め塔を守護し、塔の異変と真実を解き明かそう。
キャスト
ウィル・ライト：島﨑信長
セリル・シャドウ：瀬名快伸
レスカー：松岡禎丞
アルトレイド：八代拓
トト：天﨑滉平
ザルフィス：小西克幸
ギル：太田悠介
スタッフ
原作/脚本：瀬名快伸
ラブミッション構成/脚本：樟もな
キャラクター原案：緒方剛志
キャラクターデザイン：宮本伊織
音響演出：西村智博
音響演出補佐：永冨マサキ
音楽：佐々木裕（Smile Company）
開発：D.C.T.
制作：株式会社CUCURI
コミカライズ
天月みごによりComicWalker（KADOKAWA）でコミカライズが2017年12月25日から2018年8月27日にかけて連載された。未単行本化。

### リアル謎解きゲーム版
『TSQ×ドルアーガの塔 TAMAARI SUPER QUEST vol.3 ドルアーガの謎』のタイトルで、2019年4月13日・14日にさいたまスーパーアリーナで開催された。主催・企画・制作：TAMAARI SUPER QUEST実行委員会。参加団体はTumbleweed、NAZO×NAZO劇団、クロネコキューブ、K-dush2（K-dush2はエクストラコンテンツの謎解きを制作）で、制作協力としてクレジットされている。

## 続編・その他
- イシターの復活 - 本作の続編で、カイと共に塔からの脱出を図る物語。
- カイの冒険 - 本作の前日談で、カイが塔に乗り込む物語。
- ザ・ブルークリスタルロッド - シリーズ最終作。取り戻したロッドを天に返還するためのギルとカイの旅が描かれるアドベンチャーゲーム。
- ザ・ナイトメア・オブ・ドルアーガ 不思議のダンジョン - ローグライクゲームでザ・ブルークリスタルロッドのパラレル的な物語。
- 太鼓の達人 - 本作のBGMをテクノアレンジしてメドレーにした『ドルアーガの塔メドレー』が登場。
- ミスタードリラー ドリルランド - ドルアーガの塔のアトラクションという設定のステージ「ドルアーガの穴」が登場。
- エースコンバット6 解放への戦火 - 友軍の地上部隊として「クオックス」隊が登場。
- ナムコクロスカプコン - ナムコから発売されたSRPG。ギルとカイ、ドルアーガおよびその他多数の敵キャラクターが出演。
- 攻めCOMダンジョン ドルルルアーガ - 本作から数百年後の世界が舞台で、ギルやカイの玄孫やドルアーガが登場。
- テイルズ オブ デスティニー（PS版） - ドルアーガ、イシター、ニセイシターなどが、隠しダンジョン「ドルアーガの塔」に登場。
- テイルズ オブ ファンタジア なりきりダンジョン - 本編クリア後のエクストラダンジョンとしてドルアーガの塔が出現。フロアアイテムや敵は原作準拠。
- バテン・カイトス 終わらない翼と失われた海 - ダンジョンの一つとして「ドルアーガの塔」が登場。
- 大乱闘スマッシュブラザーズ for Nintendo 3DS / Wii U - 有料追加コンテンツとしてギルのMiiコスチュームが登場。
- マリオカート アーケードグランプリDX - コース「ナムコサーキット」にて、本作をモチーフしたエリアが登場。